# Nongshim
Nongshim ist ein südkoreanisches Lebensmittel- und Getränkeunternehmen mit Sitz in Seoul. 

## Geschichte
Das Unternehmen wurde 1965 von Shin Chun-ho unter dem Namen Lotte Food Industrial Company gegründet. Der Name wurde 1978 in Nongshim geändert. 1986 brachte das Unternehmen die Instantnudelmarke Shin Ramyun auf den Markt. Das aktuelle Logo wurde 1991 veröffentlicht und hatte die Form eines Samens. Im Jahr 2003 wurde das Unternehmen auf ein Holding-System umgestellt und eine Tochtergesellschaft der Nongshim Holdings.
Zum Jahresende 2015 hatte das Unternehmen einen Umsatz in Höhe von 2,81 Billionen Won. Das Unternehmen betreibt weltweit 11 Fabriken, hat Niederlassungen in Südkorea und im Ausland und ist in mehr als 100 Ländern tätig.

## Produkte
- Instant-Nudeln
- Vorspeisen
- Getränke und Kaffee
- Instant-Reis
- Gefrorenes Essen